# الإجهاض الإنتاني
الإجهاض الإنتاني هو إصابة للمشيمة والجنين (نتاج التلقيح) بالعدوى.
تتمركز العدوى في المشيمة وهناك خطر في الانتشار في الرحم. مما يتسبب في عدوى الحوض أو الجسد بأكمله مسببا في تعفن الدم والضرر المحتمل للأعضاء الحيوية البعيدة.